# Łomnica (powiat Jeleniogórski)
Łomnica (Duits: Lomnitz) is een dorp in de Poolse woiwodschap Neder-Silezië. De plaats maakt deel uit van de gemeente Mysłakowice en telt 2000 inwoners.

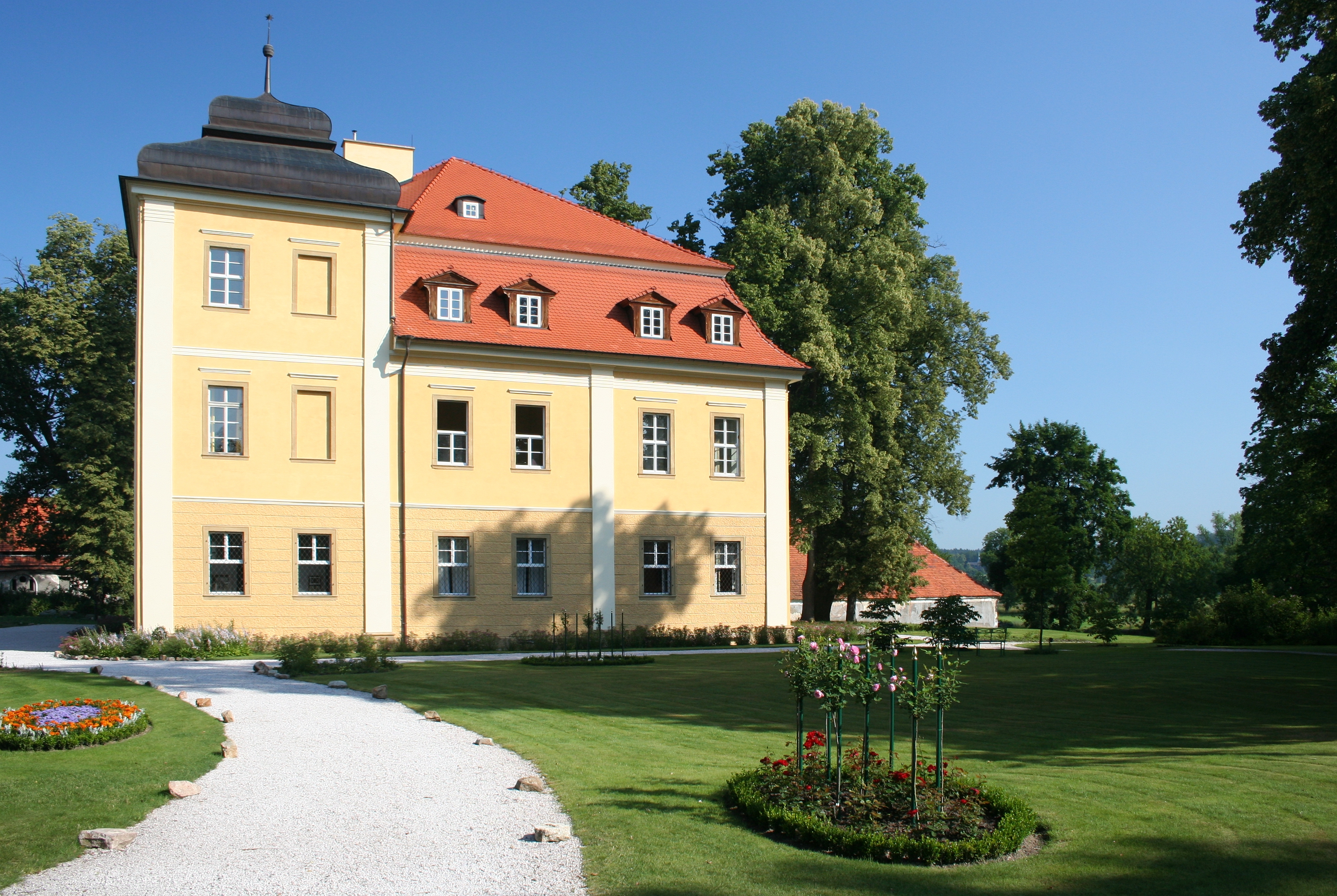
Het oude Schloss Lomnitz, tegenwoordig een hotel